# Automobiles Marathon

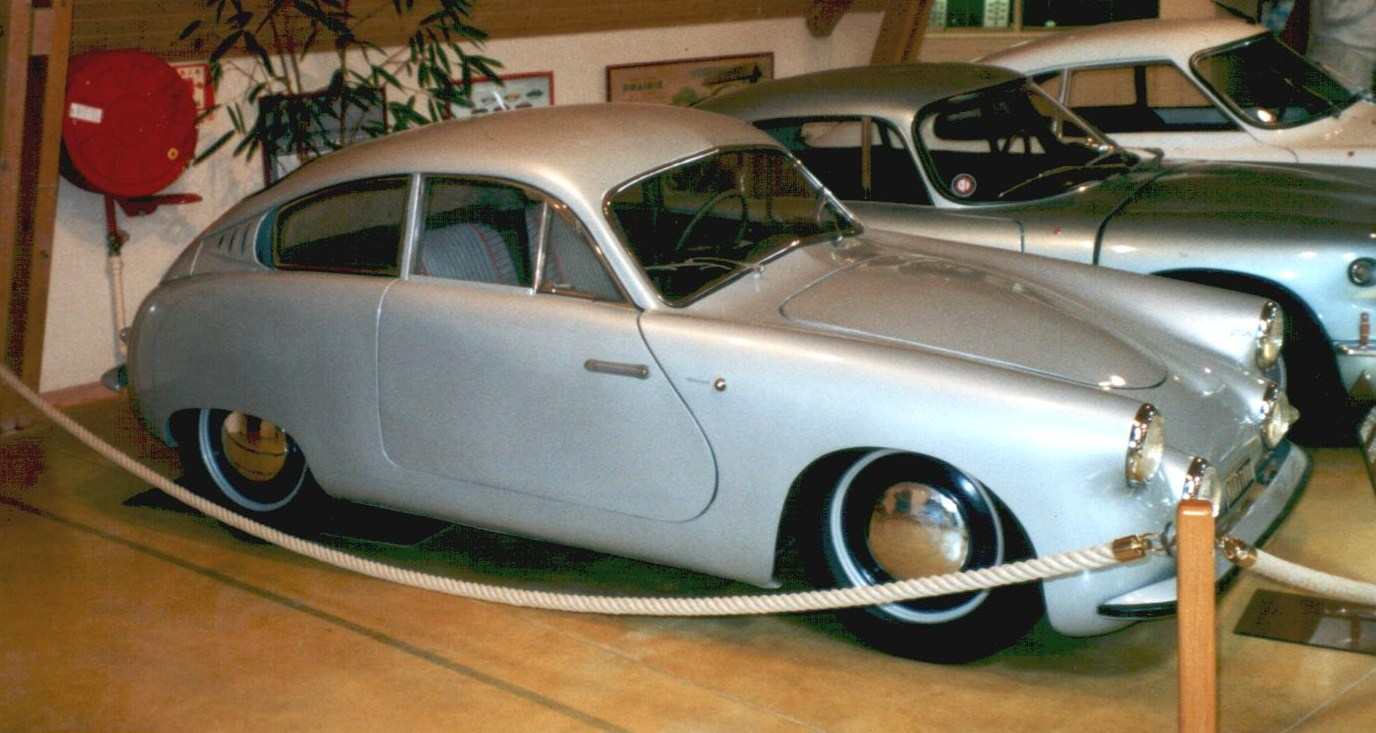
Marathon von 1953

Automobiles Marathon SA war ein französischer Hersteller von Automobilen.

## Unternehmensgeschichte
Das Unternehmen aus Paris begann 1953 mit der Produktion von Automobilen. Der Markenname lautete Marathon. 1955 endete die Produktion. Insgesamt entstanden 17 Fahrzeuge.

## Fahrzeuge
Die Modelle basierten auf einem Entwurf von Hans Trippel. Die Fahrzeuge verfügten über einen Zweizylinder-Boxermotor aus dem Panhard Dyna X, später Panhard Dyna Z, der aus 850 cm³ Hubraum 42 PS Leistung abgab. Es gab die Modelle Corsair als Coupé und Pirate als Roadster.
Ein Fahrzeug dieser Marke ist im Manoir de l'Automobile in Lohéac zu besichtigen.